# Sanghaj Várostervezési Kiállítócsarnok

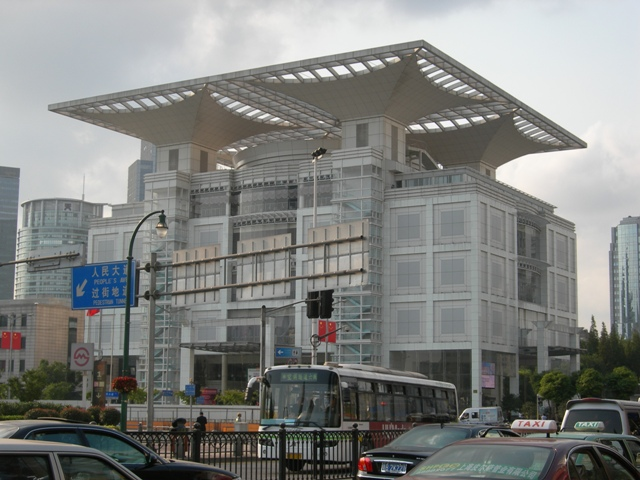
Sanghaj Várostervezési Kiállítócsarnok

A Sanghaj Várostervezési Kiállítócsarnok (koordinátái:31.233368°É 121.470480°K) a kormány egyik épülete Kínában, Sanghajban.
A Kiállítócsarnok hatemeletes épület, két pinceszintje van, mely bemutatja Sanghaj várostervezését és fejlődését. A kiállítások tervezési modelleket tartalmaznak és újkori fejlesztéseket, Sanghaj történelméről is gyűjthetünk információkat.
A kiállítás központi darabja egy Sanghajt bemutató hatalmas városmakett. A már létező és a központi városvezetés által jóváhagyott épületeket mutatja be. A látogatók a földszinten tekinthetik meg vagy felmehetnek, egy galéria fut fel az épületben, föntről jól rálátni a makettre.

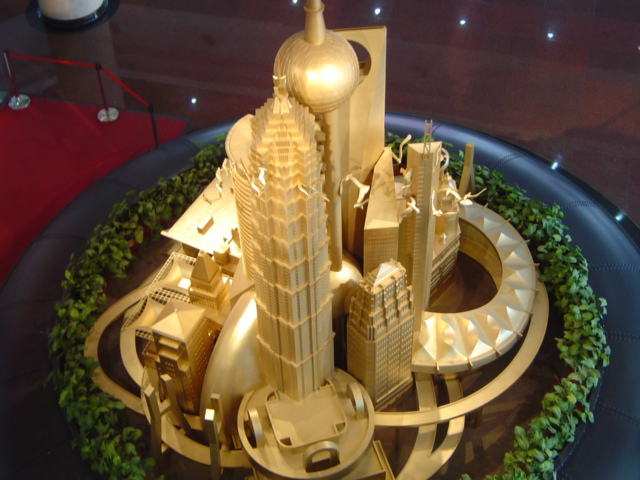
Sanghaj Várostervezési Kiállítócsarnok makettje

A makett azzal a szándékkal készült, hogy reprezentálja a teljes várost, beleértve az elfogadott építési terveket, fejlesztéseket. Ámbár néhány szilárd oszlopot megkövetelt az épület designja, mindamellett átlátható a makett. Ez azt jelenti bizonyos területek hiányoznak a modellből, illetve az oszlopok miatt takarásban vannak részek.
A Sanghaji metró egyes vonalával, kettes vonalával és a nyolcas vonalával közelíthető meg a Sanghaj Várostervezési Kiállítócsarnok.

## Lásd még
- 2010-es sanghaji világkiállítás
- Kína építészete

## Külső hivatkozások
- Hivatalos weboldal